# Décembre 1904

## Événements
- Russie : grève des ouvriers du pétrole à Bakou.

- 2 décembre : les capitaines français Aguttes et Prokos se heurtent à des pillards Oulad Djerrir à une cinquantaine de kilomètres de Tombouctou. Ils les mettent en déroute mais ne peuvent pas les poursuivre, faute de posséder suffisamment de méharis.

- 6 décembre : « Corollaire Roosevelt ». Les États-Unis s’arrogent le droit d’intervenir sur tout le continent américain en cas de troubles locaux ou d'ingérence de nations étrangères.

- 12 décembre, Russie : Oukase impérial promettant des réformes limitées.

- 22 décembre : fondation du Parti populaire paysan croate par Stjepan Radić et son frère Antun.

## Naissances
- 21 décembre : Jean Bazaine, peintre français († 4 mars 2001).
- 25 décembre :
  - Harold Christensen, danseur, chorégraphe et maître de ballet américain († 1989).
  - Gerhard Herzberg, physicien et chimiste.
- 27 décembre : René Bonnet, pilote et constructeur automobile († 13 janvier 1983).
- 28 décembre : Fanny Rosenfeld, athlète.

## Décès
- 11 décembre : John White Chadwick, théologien et écrivain américain (° 19 octobre 1840).
- 24 décembre
  - Gustav Bauernfeind, peintre, illustrateur et architecte allemand d'origine juive (° 4 septembre 1848).
  - Julien Dillens, sculpteur belge (° 8 juin 1849).
- 25 décembre : Sophie de Castellane, écrivaine française (° 2 décembre 1818).